# José Carlos da Fonseca Junior
José Carlos da Fonseca Júnior (2 de março de 1960, Vitória) é um político brasileiro, eleito deputado federal pelo Espírito Santo em 1998, pelo PFL.